# حسن أباد تشنار سوختة
حسن أباد تشنار سوختة (بالفارسية: حسن‌آباد چنارسوخته) هي قرية تقع في قسم روئين الريفي (مقاطعة إسفراين) في إيران. يقدر عدد سكانها بـ 193 نسمة .